# Adrienne von Pötting

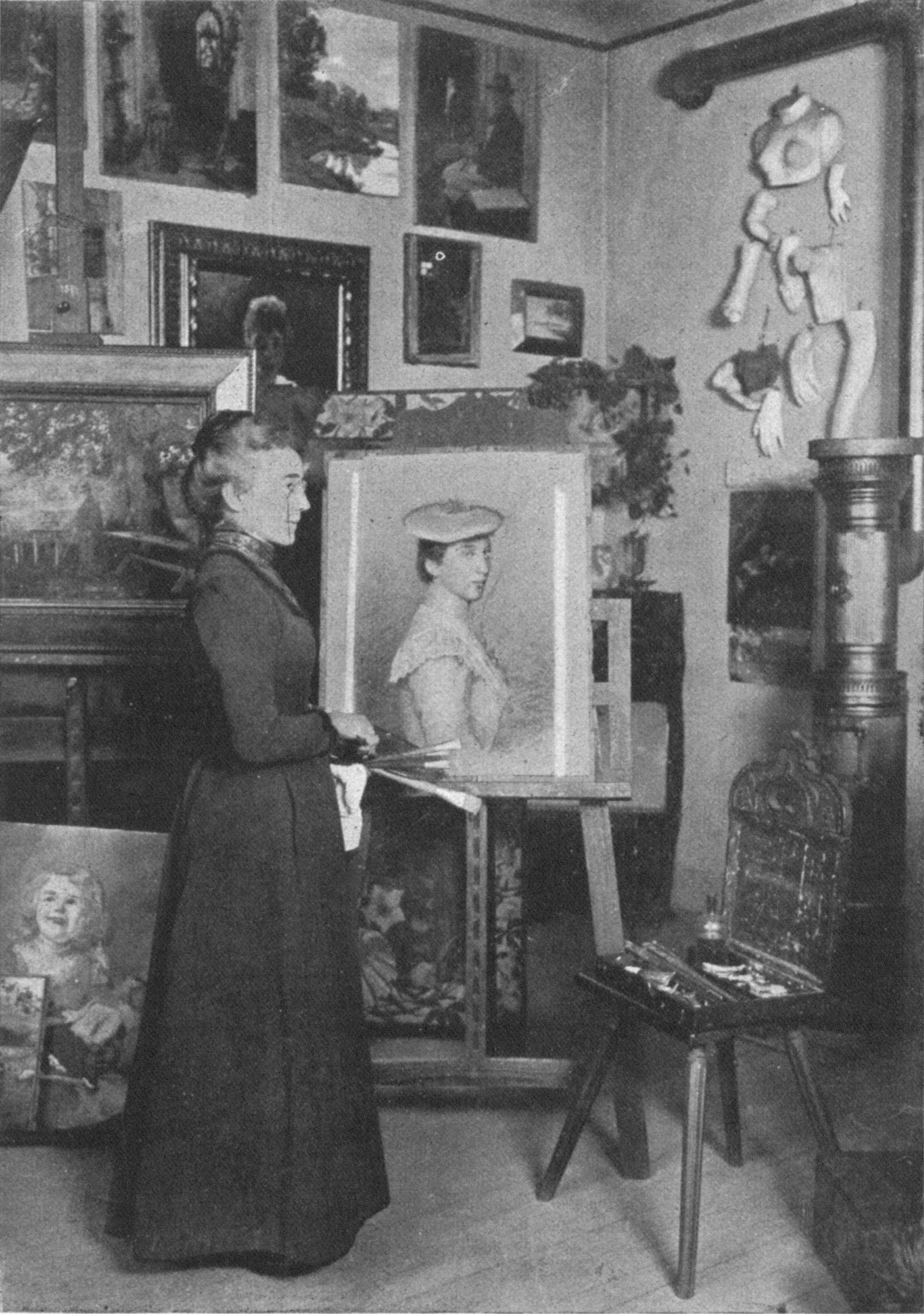
Gräfin Adrienne Pötting in ihrem Atelier (etwa 1902)

Adrienne von Pötting, auch Adrienne Gräfin von Pötting (* 22. April 1856 in Chrudim, Böhmen; † 26. Februar 1909 in Abbazia, Istrien), war eine österreichische Porträt-, Landschafts- und Genremalerin.

## Leben
Ihr Vater war Norbert Graf von Pötting und Persing, k. k. Kämmerer und Statthaltereirat in Wien, die Mutter Cajetana Chorinská z Ledské stammte aus Prag. Ihr Bruder Norbert war Staatsanwalt, ihre ältere Schwester Hedwig von Pötting war Freundin und Sekretärin von Bertha von Suttner.
Ihre Mutter habe sie „für das Malfach bestimmt“. Adrienne von Pötting war Schülerin von Carl Ritter von Blaas in Wien, Hans Canon in Prag und von Frithjof Smith in München, danach wohnte sie dauerhaft in Wien. Ihre Adresse 1889 lautete Wien I., Opernring 3. 1910 wohnte sie in Wien III., Salesianergasse 7. Hans Canon soll sie als Kopistin im Belvedere entdeckt und aufgefordert haben, seine Schülerin zu werden. 1887 erhielt sie ein österreichisches Staatsstipendium. Sie porträtierte zahlreiche Angehörige der österreichischen Kaiserfamilie, der Aristokratie und der Wiener Gesellschaft. Porträtwerke von ihr wurden in Wien im Rothschild-Spital in Währing und in der städtischen Galerie des Wiener Rathauses (Porträt des Vizebürgermeisters Franz Ritter von Khunn), in der Militärakademie Wiener Neustadt sowie in der Brünner Statthalterei gezeigt. Sie war Mitglied im Verein der Schriftstellerinnen und Künstlerinnen, des Vereins zur Verbreitung naturwissenschaftlicher Kenntnisse in Wien sowie gemeinsam mit ihrer Schwester in der österreichischen Friedensgesellschaft.
Ihr Ruhm im Ausland sei durch Genrebilder begründet gewesen; insbesondere die Ausstellung des Bildes „Mignons Ende“ (1890) 1893 im Women’s Building auf der Weltausstellung in Chicago hat Aufsehen erregt und den Abdruck des Bildes in zahlreichen Zeitschriften in Deutschland und England zur Folge. Sie war außerdem mit Werken in Ausstellungen im Wiener Künstlerhaus, in Prag, Brünn, München und London vertreten.
Sie illustrierte 1897 das Buch, das ihre Schwester als Jugendedition zu Bertha von Suttners Buch Die Waffen nieder! verfasste, mit 4 Lichttafeln: „Martha's Tagebuch“.
Ihr künstlerischer Nachlass (darunter Bilder wie Mignons Ende, Salo am Gardasee, Im Klostergarten zu Paludi u. v. m.) wurde am 30. November 1909 in Wien von E. Hirschler & Comp. versteigert.

## Werke und Ausstellungen (Auswahl)

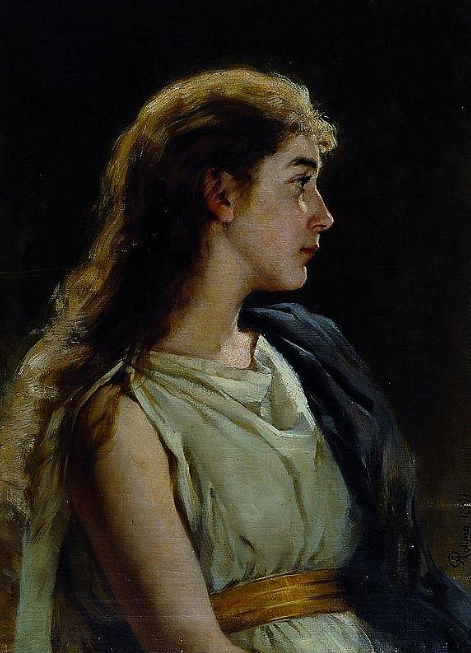
Junge Frau
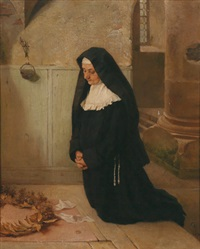
Der Jahrestag, 1891
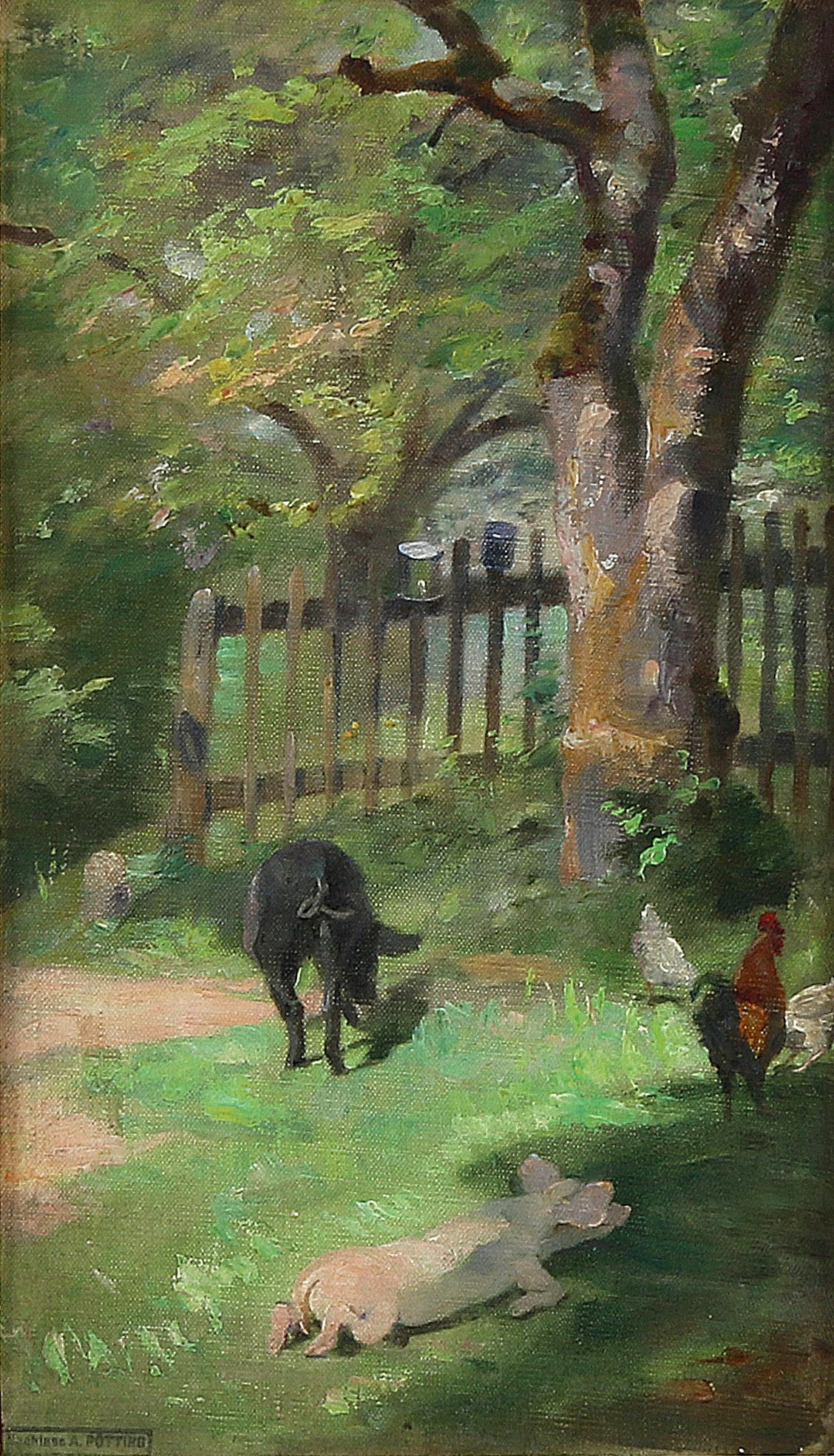
Federvieh und Schweine, ohne Jahr
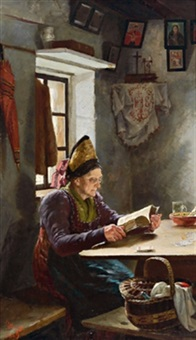
In der Stube, 1889

- 1889: Die Dorf-Sybille, Münchener Jahresausstellung von Kunstwerken aller Nationen, Münchener Künstler-Genossenschaft, Offizieller Katalog, In der Stube
- 1890: Studienkopf, XIX. Jahresausstellung Künstlerhaus Wien[12]
- 1891: Mignons Ende, Verein Berliner Künstler, Internationale Kunstausstellung. Der Jahrestag
- 1894: Porträt von Bertha von Suttner
- 1903: Kirchgang, Ausstellung Wiener Künstlerhaus[13]